# アルピコ交通上高地線
上高地線（かみこうちせん）は、長野県松本市の松本駅から同市の新島々駅までを結ぶアルピコ交通の鉄道路線である。

## 概要
松本市西部地域を東西方向に横断する路線で、沿線の通勤・通学をはじめとした生活路線として利用されている。また終点の新島々駅にはバスターミナルが設けられ、北アルプス南部の上高地・乗鞍方面への観光や登山のアクセス手段としても利用されている。
1921年（大正10年）10月2日、筑摩鉄道（後の松本電気鉄道、現在のアルピコ交通）により島々線として松本駅 - 新村駅間6.2 kmが開業。翌1922年（大正11年）9月26日には島々駅までの15.7 kmが全線開通した。現在の路線名である「上高地線」は1955年（昭和30年）に改称されたものである。
1966年（昭和41年）にはそれまで島々駅にあったバスターミナルを赤松駅（現在の新島々駅）へ移転。翌1967年（昭和42年）からは国鉄からの直通列車も運行され戦後の登山ブームを支えた。1983年（昭和58年）の台風10号による土砂災害で新島々駅 - 島々駅間1.3 kmが不通となる。同区間は利用者が減少しており、復旧費用も多額となることから1985年（昭和60年）1月1日を以て正式に廃止された。
2007年（平成19年）12月、松本電気鉄道を中核とするアルピコグループが債務超過に陥り経営破綻。上高地線についても鉄道施設の更新に多額の費用が必要であり「単独での継続は困難」との見方が示された。これを受け、2010年（平成22年）沿線自治体の松本市が支援を表明し、翌年より老朽化した鉄道施設の更新を進めている。2011年（平成23年）にはアルピコグループの経営再建の一環として、松本電気鉄道がグループ内の川中島バス・諏訪バスの2社を吸収合併し、鉄道・路線バス事業を統合し、4月1日に「アルピコ交通株式会社」が発足した。これに伴い、鉄道事業についても正式名称は「アルピコ交通上高地線」となったが、利用者に向けた案内ではこれまで通り通称として「松本電鉄上高地線」もあわせて使用している。しかし2013年ごろから案内板の表示が「アルピコ交通」の表記に置き換わりつつある。

## 路線データ
- 路線距離（営業キロ）：14.4 km
- 軌間：1067 mm
- 駅数：14駅（起終点駅含む）
- 複線区間：なし（全線単線）
- 電化区間：全線（直流1500 V）
- 閉塞方式：自動閉塞式
- 最高速度：50 km/h[1]

## 運行形態
おおむね30 - 40分間隔で運転されている。定期列車は全列車が松本 - 新島々間の運転で、区間運転列車の設定はない。ただし松本大学で大学入試センター試験が実施される日に試験終了後に合わせて臨時列車として2013年に新村 - 松本間、2015年に北新・松本大学前 - 松本間の区間列車が運行されたことがある。
また定期列車は全列車各駅停車であるが、2022年には松本ぼんぼん開催にあわせて、臨時快速列車が運行された。
JRの急行「アルプス」（ - 2002年）や臨時快速「ムーンライト信州」（2002年 - 2018年）などの夜行列車が運行されていた時期には、夏季に早朝松本駅でこれらの列車に接続し、新島々駅までノンストップの臨時列車が運行されていた。2024年夏にJR東日本が夜行の臨時特急「アルプス」を運行することになり、合わせて上高地線にこの臨時特急と接続する早朝の臨時列車が設定された。
ワンマン運転を実施しており、駅員のいない駅で乗降する場合は列車内で整理券をとり、運賃箱に運賃を投入する。松本駅にJR線から乗車券を持ったまま乗り換えでき、下車駅で松本駅からの精算が可能である。なお、SuicaやPASMOなどのICカード乗車券での精算は一切不可である。逆にJR線へ乗り継ぐ場合は松本駅到着時に運転士から乗車証明証を受け取りJRの車掌または下車駅あるいは列車内の運賃箱で精算する方式となっている。乗車方法がJR等のワンマン列車と異なり、1, 2両目の中央ドアからの乗車となっている。そのため、無人駅での2両目のドアカットは行われない。
制限速度は、松本 - 渚間ではカーブが多く駅間隔が短いため40 km/hで、渚 - 新島々間ではカーブが少なく駅間隔が長いため50 km/hで走行している。

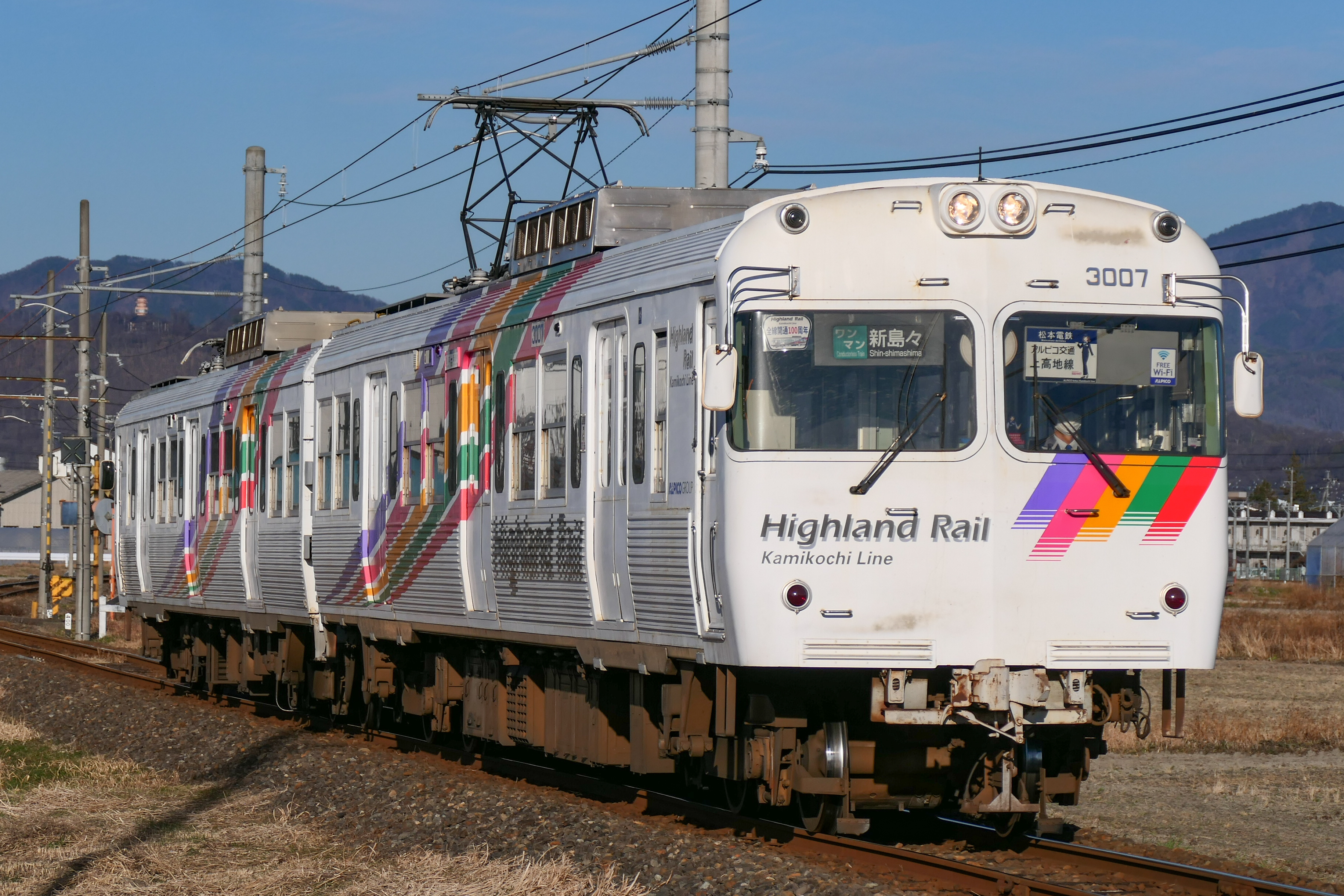
3000形電車
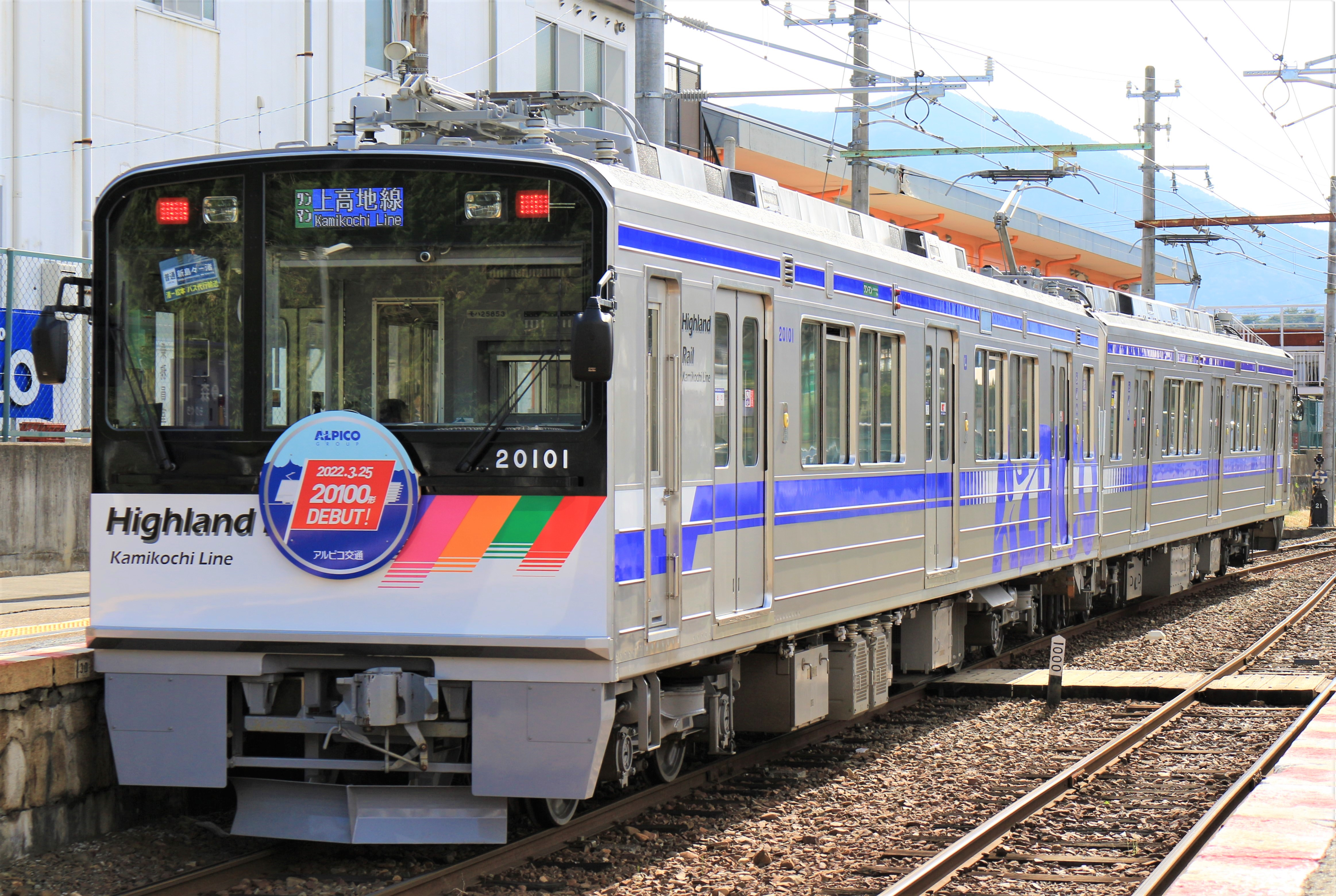
20100形電車

## サイクルトレイン
2022年（令和4年）3月22日から自転車を電車に持ち込めるサービス「サイクルトレイン」を行っている。利用可能列車は3月22日 - 11月30日の平日特定日の10時台から13時台の時間帯の2往復の列車で、利用可能な駅は北新・松本大学前駅（新島々行きのみ）と、新村駅、森口駅（松本行きのみ）、波田駅、新島々駅（松本行きのみ）である。自転車持ち込みは運賃だけで利用できるが、予約が必要で、利用区間の普通運賃と同額の専用乗車券「サイクルトレイン乗車券」をスマートフォンで購入・利用できるWEB乗⾞券として発売している。
サイクルトレインは過去にも実施していた。2014年（平成24年）に廃止されるまで、当時は西松本駅 - 北新・松本大学前駅の各駅からも利用できたが、当時もJR東日本との共同使用駅である松本駅では利用できなかった。またWEB予約はなく電話などでの申込制であった。

## あんしん電車
2015年9月から2019年頃まで「あんしん電車」として、専任のアテンダントが毎週火曜日と金曜日の9時台から13時台のうち3往復に乗務し料金精算や乗り換え案内を行っていたことがあった（2019年度時点では毎週火曜・水曜・金曜日の4往復で実施）。

## 観光案内電車
2019年まで、ガイドが乗車し沿線の見どころを案内する「観光案内電車」を運行していたことがあった。予約は不要で普通運賃のみで利用可能であった。
2013年9月7日から11月4日までの土休日に臨時快速列車として運行。2014年からゴールデンウィークと夏から秋にかけての土休日に日中の一部の下り定期普通列車を「観光案内電車」として運行するようになり、2014年は1日1本、2016年からは1日3本、2019年は1日4本を「観光案内電車」として運行した。2018年は4月21日から11月4日までの土曜日・日曜日・祝日（8月4日から19日は毎日）に運行された。2013年は1編成で運行したが、2014年からは定期列車の後方車両を使用している。

## プロレス電車
2024年9月29日にFREEDOMSと共催で車内にてプロレスの試合を行う「プロレス電車」を初運行した。

## 施設

### 電路設備
架線はシンプルカテナリー方式を用いている。架線柱はコンクリート柱化工事が進行中だが一部に木柱が残る。一部には架線支持具としてJR等にあるような可動ブラケットが採用されている。

### 保安設備
自動列車停止装置(ATS)、列車集中制御装置(CTC)（京三製作所製RCH6型）が導入されている。交換駅等には連動装置が設置されている。
閉塞信号機には2位式（緑・赤）が採用されている。

### 踏切
駅構内踏切を含め、54箇所の踏切がある。信濃荒井駅・新村駅の構内踏切には警報機と遮断桿があるが2010年頃まで遮断桿だけなかった。なお、構内踏切の更新と同時に遮断機の設置も行われている。
上高地線の踏切警報機には2016年まで機械的に音を発生させる電鐘式のものが存在したが、同年11月、唯一残っていた北新・松本大学前駅付近（北新踏切）の電鐘踏切が電子音式に更新され、上高地線の電鐘踏切は姿を消した。なお、警報音はJRにあるような電子音と同じである。

## 歴史
上高地線の歴史は、1920年（大正9年）に設立された筑摩鉄道に始まる。同社は河西地区（奈良井川以西の地域）の輸送の近代化と、日本アルプス・上高地の観光開発を目的に設立された。なお、発起人であり初代社長を務めた上條信は筑摩鉄道以前にも松本から安曇へ至る鉄道敷設を出願していたがいずれも却下されている。

### 筑摩鉄道設立以前
- 1915年（大正4年）：新村出身の政治家・実業家 上條信らが中心となり松本から稲核（いねこき）に至る安筑軽便鉄道の敷設免許を出願するも却下される[13]。
- 1918年（大正7年）：安曇鉄道として再び松本 - 稲核間の鉄道敷設免許を出願するも却下される[14]。
- 1919年（大正8年）：筑摩鉄道として三度目となる鉄道敷設免許を出願。同12月5日に松本 - 龍島間19 kmの免許を受ける。

### 筑摩鉄道設立後
- 1920年（大正9年）3月25日：松本市外新村の専称寺にて筑摩鉄道設立総会が開かれる（登記上の会社設立日は同5月29日）。本社は新村に置かれ、初代社長には発起人である上條信が就任した。
- 1921年（大正10年）
  - 1月：松本 - 森口を第一期線、森口 - 龍島を第二期線として着工。
  - 10月2日：島々線として松本 - 新村間6.2 kmが開業[15]。
- 1922年（大正11年）
  - 5月3日：新村 - 波多（現在の波田）間4.9 kmが開業[16]。西松本（現在の渚）駅開業[17][18][19]。
  - 9月26日：波多 - 島々間4.6 kmが開業[20]。
  - 10月31日：商号を筑摩電気鉄道に改める。
- 1924年（大正13年）
  - 2月20日：渕東駅開業[17][21]。
  - 8月26日：赤松（現在の新島々）駅開業[17]。
- 1927年（昭和2年）5月1日：西松本駅開業。これまでの西松本駅を渚駅に改称[17]。
- 1929年（昭和4年）12月16日：島々 - 龍島間の免許失効[22]。

### 松本電気鉄道時代
- 1932年（昭和7年）12月2日：商号を松本電気鉄道に改称。
- 1955年（昭和30年）4月1日：島々線から上高地線に改称。
- 1956年（昭和31年）5月1日：波多駅を波田駅に改称。
- 1957年（昭和32年）11月1日：架線電圧を600 Vから750 Vに昇圧。
- 1962年（昭和37年）1月：西松本駅と渚駅の間に上高地線初めての立体交差が、国道19号バイパス（現在は正規の国道）との交差部分に大規模な土盛りで完成した[23]。
- 1966年（昭和41年）10月1日：赤松駅を新島々駅に改称。新島々駅にバスターミナル新設。
- 1967年（昭和42年）7月15日：名古屋駅始発の国鉄急行列車「こまくさ号」（気動車）が新島々駅まで直通乗り入れ開始（1973年に廃止）[24]。
- 1973年（昭和48年）12月1日：貨物営業廃止。
- 1983年（昭和58年）9月28日：新島々 - 島々間が台風10号による土砂災害で不通となり休止に[25]。
- 1985年（昭和60年）1月1日：休止中の新島々 - 島々間が廃止[25]。
- 1986年（昭和61年）12月24日：架線電圧を1500 Vに昇圧[26]。ワンマン運転開始。
- 1999年（平成11年）10月25日：ATS設置[27]。
- 2002年（平成14年）2月2日：北新駅を北新・松本大学前駅に改称（松本大学開校のため）。
- 2010年（平成22年）11月13日：「上高地線電車一日フリー乗車券」発売開始[28]。2019年10月に「上高地線電車わくわく一日フリー乗車券」に改称[29]。

### アルピコ交通発足後
- 2011年（平成23年）4月1日：商号をアルピコ交通に改称[30]。
- 2013年（平成25年）3月20日：アルピコ交通イメージキャラクター渕東なぎさのラッピング電車「なぎさTRAIN」が運行開始[31]。
- 2017年（平成29年）3月上旬：駅ナンバリング制度を導入[32]。
- 2019年（令和元年）5月1日：改元記念のヘッドマークを6日まで取り付けて走る。
- 2021年（令和3年）令和3年8月の大雨により被災した田川橋梁（2021年9月）

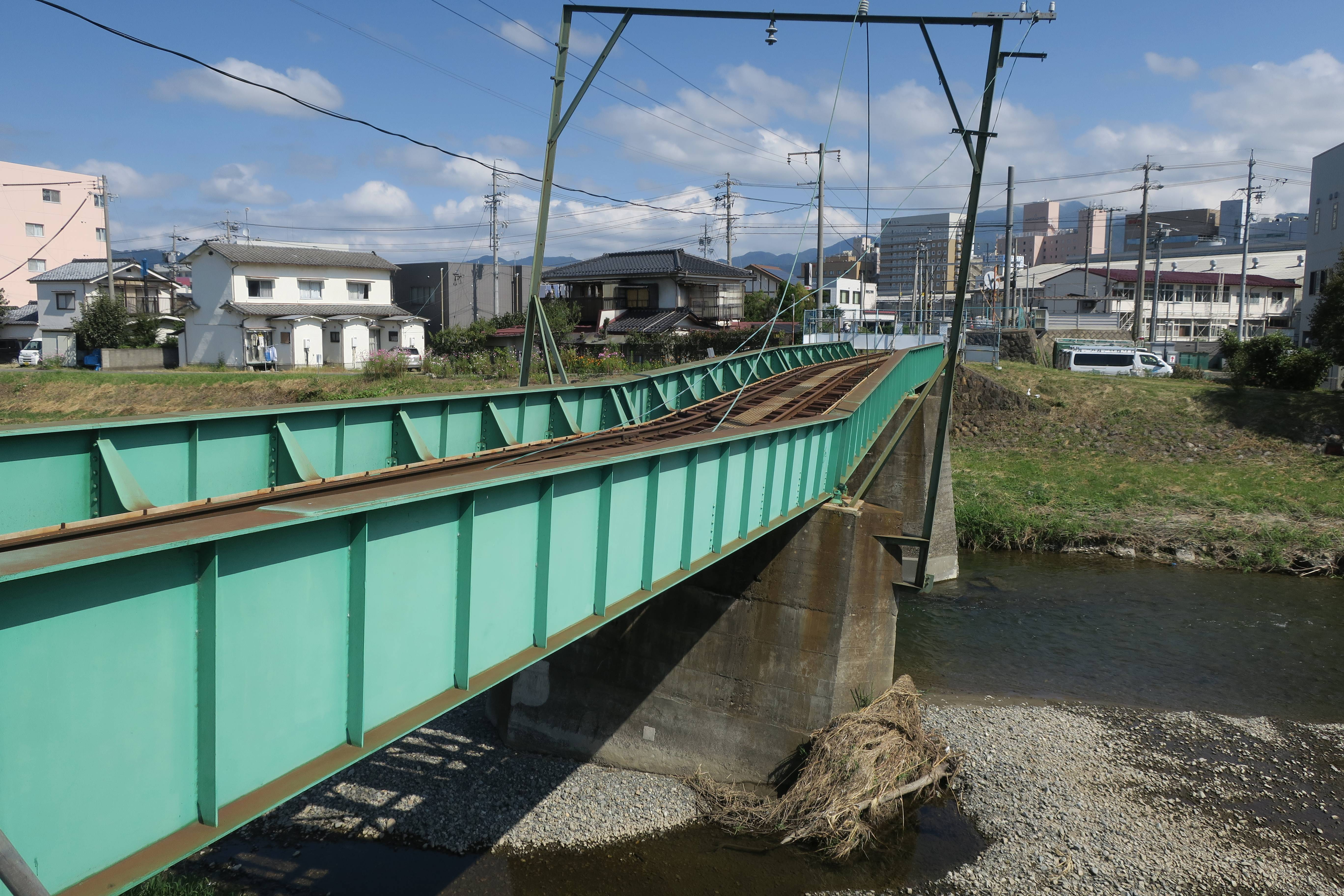
令和3年8月の大雨により被災した田川橋梁（2021年9月）

  - 8月14日：令和3年8月の大雨の影響により河川が増水し、西松本 - 渚間にある田川橋梁の橋脚が傾くなど被災したため、同日夕刻より翌15日まで運休。その後、同月16日より松本 - 新村間については復旧の目処が立たず、バス代行輸送を開始（新村 - 新島々間は列車を運行）[33][34]。列車とバスの乗り換え地点が新村駅になった理由は当時渚駅に出発信号機がなかったためである。
  - 10月8日：渚 - 新村間で列車運行再開[35]。代行バス運転区間を松本 - 渚間に短縮。なお、渚駅周辺にはバスの折返し設備がないため、近隣の企業の敷地を借用した上で折り返し場として使用しバス発着点も両島口から当企業敷地内に変更[36]。
- 2022年（令和4年）
  - 3月25日：元東武20000系の20100形電車が営業運転開始[37]。
  - 6月10日：松本 - 渚間で運転再開し、全線復旧。バス代行輸送は6月9日付で終了[38]。
- 2024年（令和6年）3月16日：20100形による「2代目なぎさTRAIN」が運行開始[39]。
- 2025年（令和7年）
  - 2月28日：この日をもって車内での「上高地線電車わくわく一日フリー乗車券」の発売を終了。
  - 3月1日：波田駅と新島々駅共に、これまで始発から最終発までであった窓口の営業時間を始発から19時までに短縮。
  - 3月22日：23日から運行を開始する20100形第4編成「TOBU×ALPICOコラボトレイン」のデビュー貸切列車ツアー開催[40]。
  - 3月23日：20100形第4編成を「TOBU×ALPICOコラボトレイン」として運行開始[40]。
  - 7月28日：波田駅 - 渕東駅間にて倒木が発生し列車運休・バス代行を実施した。

## 沿線概況
松本駅を出るとJR東日本の松本車両センターの脇を通って西松本駅に到着する。駅を出てすぐ田川を渡るが西側は低地で線路は高さを変えないまま高架で国道19号を渡り松本警察署付近で勾配を下げ渚駅に到着。住宅街を走り奈良井川を渡ると信濃荒井駅。駅を過ぎると田畑が目立つようになる。大庭駅を過ぎ長野自動車道の下をくぐると田園地帯を走るようになる。下新駅を過ぎると線路は南西方向へカーブし松本大学にさしかかると北新・松本大学前駅に到着。大学のそばを過ぎると車両基地がある新村駅に到着。大規模農免道路を平面交差で渡ると徐々に高台へと上がり建設中の中部縦貫自動車道を過ぎ国道158号と並行を始めると三溝駅に到着する。森口駅が近づくと国道と分かれて森口駅に到着するが再び国道と並行して下島駅、このあたりは河岸段丘になっており梓川高校前を過ぎると国道は下るが線路は高度をほぼ保ったまま国道と分かれ波田駅に到着する。波田駅を出ると波田中学校付近で線路は徐々に勾配を下げていき田園のなかを通って渕東駅に到着。駅を出たら線路は下り勾配となり国道と合流し並行したまま終点の新島々駅に到着する。

## 駅一覧

### 営業中の区間
- 全駅長野県松本市に所在。
- 線路（全線単線） … ◇・∧：列車交換可、｜：列車交換不可

| 駅番号 | 駅名               | 駅間キロ | 営業キロ | 接続路線                           | 線路 |
| ------ | ------------------ | -------- | -------- | ---------------------------------- | ---- |
| AK-01  | 松本駅             | -        | 0.0      | 東日本旅客鉄道： 篠ノ井線・■大糸線 | ｜   |
| AK-02  | 西松本駅           | 0.4      | 0.4      |                                    | ｜   |
| AK-03  | 渚駅               | 0.7      | 1.1      |                                    | ｜   |
| AK-04  | 信濃荒井駅         | 0.8      | 1.9      |                                    | ◇    |
| AK-05  | 大庭駅             | 0.7      | 2.6      |                                    | ｜   |
| AK-06  | 下新駅             | 1.8      | 4.4      |                                    | ｜   |
| AK-07  | 北新・松本大学前駅 | 1.0      | 5.4      |                                    | ｜   |
| AK-08  | 新村駅             | 0.8      | 6.2      |                                    | ◇    |
| AK-09  | 三溝駅             | 1.4      | 7.6      |                                    | ｜   |
| AK-10  | 森口駅             | 1.0      | 8.6      |                                    | ◇    |
| AK-11  | 下島駅             | 0.9      | 9.5      |                                    | ｜   |
| AK-12  | 波田駅             | 1.6      | 11.1     |                                    | ◇    |
| AK-13  | 渕東駅             | 1.6      | 12.7     |                                    | ｜   |
| AK-14  | 新島々駅           | 1.7      | 14.4     |                                    | ∧    |

- 有人駅（駅員配置駅）：松本駅、新村駅（毎日7:20 - 15:05営業）、波田駅、新島々駅（毎日 始発 - 19:00頃まで営業）[41]
- 委託駅（すべて平日のみ営業）：下新駅（休業中）、北新・松本大学前駅（7:20 - 20:00営業）、森口駅（7:20 - 16:20営業）[41]
- 無人駅（終日）：西松本駅、渚駅、信濃荒井駅、大庭駅、下新駅、三溝駅、下島駅、渕東駅

### 過去の接続路線
- 松本駅：松本電気鉄道浅間線（1964年4月1日廃止）

### 廃止区間
この区間は、全駅とも廃止当時長野県東筑摩郡波田町に所在。営業キロは松本駅からのもの。
| 駅名     | 駅間キロ | 営業キロ | 接続路線 |
| -------- | -------- | -------- | -------- |
| 新島々駅 | -        | 14.4     | 上記参照 |
| 島々駅   | 1.3      | 15.7     |          |

## 廃止区間の現況
新島々駅から数百メートルは留置線として残され、時々車両点検などで車両が留置されている。終端は車止めが設置されているが、その先もレールが数メートル突き出しているもののすぐ途切れる。そこからは畦道となっており、進むと次第に近づいてくる国道158号と並行しここから築堤となる。その途中に橋梁の遺構があった。しかし梓川地域の八景山地区とを結ぶ橋梁を造成する関係から国道の嵩上げ工事が行われて、その道路工事に伴い築堤は崩され橋梁も撤去された。
終点の島々駅跡は国道バイパスに転用され石垣を除き跡形もない。前渕バス停のある場所にホームがあったとされる。駅舎があった場所は更地になっている。旧駅舎は新島々駅に移設され、観光案内所兼物産直売所となったのち老朽化を理由に解体された。

## 運賃
大人普通旅客運賃（小児半額・10円未満切り上げ） - 2019年10月1日改定。SuicaやPASMOなどのICカード乗車券による運賃精算は一切不可。
| 距離 (km)   | 運賃（円） |
| ----------- | ---------- |
| - 3.0       | 180        |
| 3.1 - 4.0   | 200        |
| 4.1 - 5.0   | 250        |
| 5.1 - 6.0   | 310        |
| 6.1 - 7.0   | 360        |
| 7.1 - 8.0   | 410        |
| 8.1 - 9.0   | 460        |
| 9.1 - 10.0  | 500        |
| 10.1 - 11.0 | 550        |
| 11.1 - 12.0 | 590        |
| 12.1 - 13.0 | 630        |
| 13.1 - 14.0 | 670        |
| 14.1 - 14.4 | 710        |

## イメージキャラクター
- 渕東なぎさ（えんどう なぎさ） - 当線新村駅勤務、身長152cmの19歳との設定。2013年3月20日よりイラストがラッピングされた「なぎさTRAIN」が運行されている。また、新田恵海によるキャラクターボイスCDやその他グッズも発売された[44]。また、SHIROBAKOアニメの第24話でもラッピング列車の登場シーンがあり、EDスタッフロールでも「アルピコ交通」名義で取材協力のクレジットされている。2021年のアルピコ交通創立100+1周年を機にキャラクターデザインが変更された。

## 上高地線が登場する作品
- テレビドラマ『あの日の僕をさがして』（TBS系、1992年4月17日 - 6月26日） - 電車内や駅でロケが行われた。なおドラマの舞台設定は穂高町であり、実際の上高地線沿線ではない。
- テレビドラマ『白線流し』（フジテレビ系、1996年）

## 利用状況

### 輸送実績
上高地線の輸送実績を下表に記す。輸送量は1991年（平成3年）以降長期的に減少を続けていたが、2005年（平成17年）より上昇に転じている。表中、最高値を赤色で、最高値を記録した年度以降の最低値を青色で、最高値を記録した年度以前の最低値を緑色で表記している。
| 年度別輸送実績（上高地線） | 年度別輸送実績（上高地線） | 年度別輸送実績（上高地線） | 年度別輸送実績（上高地線） | 年度別輸送実績（上高地線） | 年度別輸送実績（上高地線） | 年度別輸送実績（上高地線）                      |
| 年度                       | 輸送実績（乗車人員）：万人 | 輸送実績（乗車人員）：万人 | 輸送実績（乗車人員）：万人 | 輸送実績（乗車人員）：万人 | 輸送密度 人/日             | 特記事項                                        |
| -------------------------- | -------------------------- | -------------------------- | -------------------------- | -------------------------- | -------------------------- | ----------------------------------------------- |
| 年度                       | 通勤定期                   | 通学定期                   | 定期外                     | 合計                       | 輸送密度 人/日             | 特記事項                                        |
| 1975年（昭和50年）         | 61.6                       | 72.4                       | 125.4                      | 259.4                      | 3,534                      |                                                 |
| 1976年（昭和51年）         | 60.1                       | 75.8                       | 115.0                      | 250.9                      | 3,337                      |                                                 |
| 1977年（昭和52年）         | 55.0                       | 83.2                       | 113.3                      | 251.6                      | 3,365                      |                                                 |
| 1978年（昭和53年）         | 53.6                       | 90.3                       | 118.2                      | 262.2                      | 3,446                      |                                                 |
| 1979年（昭和54年）         | 48.6                       | 88.6                       | 108.4                      | 245.8                      | 3,133                      |                                                 |
| 1980年（昭和55年）         | 51.3                       | 91.2                       | 105.1                      | 247.8                      | 3,125                      |                                                 |
| 1981年（昭和56年）         | 48.2                       | 86.2                       | 96.9                       | 231.4                      | 2,893                      |                                                 |
| 1982年（昭和57年）         | 47.7                       | 80.7                       | 89.5                       | 217.9                      | 2,712                      |                                                 |
| 1983年（昭和58年）         | 43.4                       | 68.7                       | 84.4                       | 196.6                      | 2,548                      | 新島々 - 島々間が台風による土砂災害で不通・休止 |
| 1984年（昭和59年）         | 41.6                       | 70.4                       | 81.4                       | 193.5                      | 2,576                      | 休止中の新島々 - 島々間が廃止                   |
| 1985年（昭和60年）         | 38.1                       | 68.1                       | 79.5                       | 185.7                      | 2,664                      |                                                 |
| 1986年（昭和61年）         | 36.7                       | 67.5                       | 77.5                       | 181.7                      | 2,698                      | 架線電圧を1500 Vに昇圧 ワンマン運転開始         |
| 1987年（昭和62年）         | 33.9                       | 66.7                       | 72.8                       | 173.4                      | 2,557                      |                                                 |
| 1988年（昭和63年）         | 31.3                       | 71.2                       | 71.0                       | 173.5                      | 2,549                      |                                                 |
| 1989年（平成元年）         | 31.9                       | 71.0                       | 72.0                       | 174.9                      | 2,586                      |                                                 |
| 1990年（平成2年）          | 33.6                       | 74.4                       | 74.7                       | 182.7                      | 2,740                      |                                                 |
| 1991年（平成3年）          | 31.8                       | 74.5                       | 77.7                       | 184.0                      | 2,815                      |                                                 |
| 1992年（平成4年）          | 28.6                       | 76.0                       | 78.4                       | 183.0                      | 2,828                      |                                                 |
| 1993年（平成5年）          | 26.4                       | 76.2                       | 77.0                       | 179.6                      | 2,769                      |                                                 |
| 1994年（平成6年）          | 23.7                       | 76.4                       | 75.7                       | 175.8                      | 2,720                      |                                                 |
| 1995年（平成7年）          | 23.5                       | 76.8                       | 72.5                       | 172.8                      | 2,669                      |                                                 |
| 1996年（平成8年）          | 23.2                       | 74.6                       | 73.8                       | 171.6                      | 2,678                      |                                                 |
| 1997年（平成9年）          | 22.0                       | 71.7                       | 72.2                       | 165.9                      | 2,555                      |                                                 |
| 1998年（平成10年）         | 21.4                       | 73.1                       | 67.2                       | 161.7                      | 2,428                      |                                                 |
| 1999年（平成11年）         | 19.7                       | 72.9                       | 65.3                       | 157.9                      | 2,364                      |                                                 |
| 2000年（平成12年）         | 18.4                       | 70.5                       | 64.3                       | 153.2                      | 2,328                      |                                                 |
| 2001年（平成13年）         | 17.0                       | 67.7                       | 61.9                       | 146.6                      | 2,217                      |                                                 |
| 2002年（平成14年）         | 15.4                       | 65.7                       | 61.4                       | 142.5                      | 2,159                      |                                                 |
| 2003年（平成15年）         | 14.8                       | 65.2                       | 58.9                       | 138.9                      | 2,099                      |                                                 |
| 2004年（平成16年）         | 13.9                       | 59.7                       | 56.1                       | 129.7                      | 1,935                      |                                                 |
| 2005年（平成17年）         | 14.7                       | 64.9                       | 54.7                       | 134.3                      | 1,979                      |                                                 |
| 2006年（平成18年）         | 14.6                       | 64.2                       | 52.6                       | 131.4                      | 1,918                      |                                                 |
| 2007年（平成19年）         |                            |                            |                            |                            |                            |                                                 |
| 2008年（平成20年）         |                            |                            |                            |                            |                            |                                                 |
| 2009年（平成21年）         | 16.4                       | 69.0                       | 52.4                       | 137.8                      | 1,976                      |                                                 |
| 2010年（平成22年）         |                            |                            |                            |                            |                            |                                                 |
| 2011年（平成23年）         | 18.7                       | 79.8                       | 51.5                       | 150.0                      | 2,114                      |                                                 |
| 2012年（平成24年）         | 19.9                       | 81.3                       | 54.5                       | 155.7                      | 2,225                      |                                                 |
| 2013年（平成25年）         | 21.7                       | 86.8                       | 55.5                       | 164.0                      | 2,323                      |                                                 |
| 2014年（平成26年）         | 21.7                       | 84.1                       | 53.9                       | 159.7                      | 2,264                      |                                                 |
| 2015年（平成27年）         | 22.5                       | 86.3                       | 57.9                       | 166.7                      | 2,352                      |                                                 |
| 2016年（平成28年）         | 23.3                       | 87.4                       | 58.1                       | 168.8                      | 2,368                      |                                                 |
| 2017年（平成29年）         | 23.0                       | 85.7                       | 60.2                       | 168.9                      | 2,424                      |                                                 |
| 2018年（平成30年）         | 23.4                       | 89.9                       | 58.2                       | 171.5                      | 2,447                      |                                                 |
| 2019年（令和元年）         | 24.0                       | 93.5                       | 57.5                       | 175.0                      | 2,472                      |                                                 |
| 2020年（令和2年）          | 21.4                       | 61.3                       | 29.7                       | 112.4                      | 1,558                      |                                                 |
| 2021年（令和3年）          | 18.4                       | 72.1                       | 29.0                       | 119.5                      | 1,588                      |                                                 |
| 2022年（令和4年）          | 19.3                       | 79.4                       | 54.8                       | 153.5                      | 2,247                      |                                                 |

管内鉄軌道事業者輸送実績（国土交通省北陸信越運輸局）と鉄道統計年報（国土交通省鉄道局監修）より抜粋

### 営業成績
上高地線の営業成績を下表に記す。旅客運賃収入は1992年（平成4年）以降減少している。運輸雑収については年度による変動が大きい。表中、最高値を赤色で、最高値を記録した年度以降の最低値を青色で、最高値を記録した年度以前の最低値を緑色で表記している。
| 年度別営業成績     | 年度別営業成績          | 年度別営業成績          | 年度別営業成績          | 年度別営業成績          | 年度別営業成績          | 年度別営業成績     | 年度別営業成績     | 年度別営業成績     | 年度別営業成績     | 年度別営業成績 |
| 年度               | 旅客運賃収入：千円/年度 | 旅客運賃収入：千円/年度 | 旅客運賃収入：千円/年度 | 旅客運賃収入：千円/年度 | 旅客運賃収入：千円/年度 | 運輸雑収 千円/年度 | 営業収益 千円/年度 | 営業経費 千円/年度 | 営業損益 千円/年度 | 営業 係数      |
| ------------------ | ----------------------- | ----------------------- | ----------------------- | ----------------------- | ----------------------- | ------------------ | ------------------ | ------------------ | ------------------ | -------------- |
| 年度               | 通勤定期                | 通学定期                | 定期外                  | 手小荷物                | 合計                    | 運輸雑収 千円/年度 | 営業収益 千円/年度 | 営業経費 千円/年度 | 営業損益 千円/年度 | 営業 係数      |
| 1975年（昭和50年） | 81,663                  | ←←←←                    | 193,238                 | 4,125                   | 279,026                 | 3,550              | 282,576            |                    |                    |                |
| 1976年（昭和51年） | 92,696                  | ←←←←                    | 194,422                 | 3,906                   | 291,024                 | 5,073              | 297,041            |                    |                    |                |
| 1977年（昭和52年） | 106,531                 | ←←←←                    | 221,768                 | 5,243                   | 333,542                 | 6,509              | 340,053            |                    |                    |                |
| 1978年（昭和53年） | 117,685                 | ←←←←                    | 244,545                 | 5,859                   | 368,089                 | 5,909              | 373,999            |                    |                    |                |
| 1979年（昭和54年） | 121,846                 | ←←←←                    | 244,835                 | 5,576                   | 372,258                 | 6,018              | 378,279            |                    |                    |                |
| 1980年（昭和55年） | 136,886                 | ←←←←                    | 248,739                 | 4,997                   | 390,622                 | 6,523              | 397,146            |                    |                    |                |
| 1981年（昭和56年） | 146,206                 | ←←←←                    | 253,898                 | 3,034                   | 403,138                 | 6,140              | 409,279            |                    |                    |                |
| 1982年（昭和57年） | 147,269                 | ←←←←                    | 245,067                 | 2,674                   | 395,010                 | 7,620              | 402,629            |                    |                    |                |
| 1983年（昭和58年） | 149,114                 | ←←←←                    | 253,565                 | 2,232                   | 404,911                 | 5,383              | 410,294            |                    |                    |                |
| 1984年（昭和59年） | 153,200                 | ←←←←                    | 251,314                 | 176                     | 404,690                 | 5,706              | 410,396            |                    |                    |                |
| 1985年（昭和60年） | 153,525                 | ←←←←                    | 257,073                 | 94                      | 410,692                 | 6,781              | 417,473            |                    |                    |                |
| 1986年（昭和61年） | 152,344                 | ←←←←                    | 263,280                 | 38                      | 415,662                 | 7,826              | 423,488            |                    |                    |                |
| 1987年（昭和62年） | 72,590                  | 79,956                  | 261,126                 | 0                       | 413,672                 | 6,728              | 420,400            |                    |                    |                |
| 1988年（昭和63年） | 69,969                  | 87,679                  | 259,690                 | 0                       | 417,338                 | 6,864              | 424,202            |                    |                    |                |
| 1989年（平成元年） | 73,522                  | 92,452                  | 273,473                 | 0                       | 439,447                 | 5,390              | 444,837            |                    |                    |                |
| 1990年（平成2年）  | 81,213                  | 103,175                 | 303,866                 | 0                       | 488,254                 | 5,685              | 493,939            |                    |                    |                |
| 1991年（平成3年）  | 79,060                  | 110,606                 | 325,887                 | 0                       | 515,553                 | 6,041              | 521,594            |                    |                    |                |
| 1992年（平成4年）  | 70,306                  | 114,130                 | 332,285                 | 0                       | 516,721                 | 5,294              | 522,015            |                    |                    |                |
| 1993年（平成5年）  | 62,732                  | 113,840                 | 312,863                 | 0                       | 489,435                 | 4,332              | 493,767            |                    |                    |                |
| 1994年（平成6年）  | 56,815                  | 111,672                 | 311,261                 | 0                       | 479,748                 | 4,839              | 484,587            |                    |                    |                |
| 1995年（平成7年）  | 57,508                  | 112,144                 | 299,179                 | 0                       | 468,831                 | 4,804              | 473,635            |                    |                    |                |
| 1996年（平成8年）  | 56,498                  | 109,030                 | 308,227                 | 0                       | 473,755                 | 7,126              | 480,881            |                    |                    |                |
| 1997年（平成9年）  | 53,839                  | 101,994                 | 295,216                 | 0                       | 451,049                 | 5,126              | 456,175            |                    |                    |                |
| 1998年（平成10年） | 52,970                  | 102,614                 | 266,676                 | 0                       | 422,260                 | 4,864              | 427,124            |                    |                    |                |
| 1999年（平成11年） | 48,158                  | 102,745                 | 258,093                 | 0                       | 408,996                 | 5,798              | 414,794            |                    |                    |                |
| 2000年（平成12年） | 44,579                  | 102,305                 | 254,303                 | 0                       | 401,187                 | 6,638              | 407,825            |                    |                    |                |
| 2001年（平成13年） | 40,648                  | 96,443                  | 246,391                 | 0                       | 383,482                 | 3,641              | 387,123            |                    |                    |                |
| 2002年（平成14年） | 37,036                  | 92,851                  | 242,441                 | 0                       | 372,328                 | 3,214              | 375,542            |                    |                    |                |
| 2003年（平成15年） | 36,779                  | 96,899                  | 243,306                 | 0                       | 376,984                 | 2,403              | 379,387            |                    |                    |                |
| 2004年（平成16年） | 33,809                  | 89,279                  | 225,694                 | 0                       | 348,781                 | 2,231              | 351,012            |                    |                    |                |
| 2005年（平成17年） | 33,645                  | 90,832                  | 210,645                 | 0                       | 335,122                 | 2,370              | 337,492            |                    |                    |                |
| 2006年（平成18年） | 32,253                  | 88,904                  | 201,884                 | 0                       | 323,041                 | 3,534              | 326,575            | 319,445            | 7,130              | 97.8           |
| 2007年（平成19年） |                         |                         |                         |                         |                         |                    |                    |                    |                    |                |
| 2008年（平成20年） |                         |                         |                         |                         |                         |                    |                    |                    |                    |                |
| 2009年（平成21年） | 37,640                  | 93,172                  | 199,565                 | 0                       | 330,377                 | 4,997              | 335,374            |                    |                    |                |
| 2010年（平成22年） |                         |                         |                         |                         |                         |                    |                    |                    |                    |                |
| 2011年（平成23年） |                         |                         |                         |                         |                         |                    |                    |                    |                    |                |
| 2012年（平成24年） | 47,649                  | 101,729                 | 216,374                 | 0                       | 365,751                 | 9,425              | 375,176            |                    |                    |                |
| 2013年（平成25年） | 53,113                  | 105,343                 | 214,239                 | 0                       | 372,695                 | 9,623              | 382,318            |                    |                    |                |
| 2014年（平成26年） | 52,327                  | 100,879                 | 207,544                 | 0                       | 360,750                 | 8,498              | 369,248            |                    |                    |                |
| 2015年（平成27年） | 53,653                  | 102,164                 | 220,283                 | 0                       | 376,100                 | 7,834              | 383,934            |                    |                    |                |
| 2016年（平成28年） | 55,542                  | 102,503                 | 223,083                 | 0                       | 381,128                 | 7,788              | 386,916            |                    |                    |                |
| 2017年（平成29年） | 53,620                  | 99,283                  | 232,950                 | 0                       | 385,853                 | 10,210             | 396,063            |                    |                    |                |
| 2018年（平成30年） | 53,764                  | 104,255                 | 225,209                 | 0                       | 383,228                 | 7,628              | 390,856            |                    |                    |                |
| 2019年（令和元年） | 55,095                  | 105,805                 | 225,180                 | 0                       | 386,080                 | 7,628              | 393,708            | 372,346            | 24,630             | 93.8           |

鉄道統計年報（国土交通省鉄道局監修）より抜粋